# Герасим II
Патриа́рх Гера́сим II Паллада́ (греч. Πατριάρχης Γεράσιμος Β´ Παλλαδᾶς; ум. январь 1714, монастырь Ватопед, Афон) — папа и патриарх Александрийский и всего Египта (25 июля 1688 — 20 января 1710), православный святой. Автор множества гомилий.

## Биография
Родился в Хандаке на острове Крит. Первым учителем будущего патриарха был его отец — протопресвитер Феодор. После домашнего воспитания и обучения родители отправили его в Венецию для получения высшего образования в венецианской Флангиановой коллегии. Там он в течение немногих лет приобрёл основательные познания и изучил языки: греческий, латинский и еврейский.
Во время пребывания его в Европе турки овладели Хандаком после долговременной осады. Узнав о судьбе своей родины и о смерти отца своего, Герасим ушёл в Пелопоннес, где встретился со многими соотечественниками своими, избежавшими рабства и бесчестия, и оттуда переселился в Касторию.
В здешней митрополии, которая тогда зависела от Охридского архиепископства, определили его учителем и проповедником. Благочестие и дар проповедника расположили к нему местных христиан, и он посвящён был на осиротевшую кафедру Касторийскую и стал их архипастырем, но надолго. Некоторое время управлял Адрианопольской кафедрой.
После смерти патриарха Александрийского Парфения (он же Прохор), погибшего в Смирнском храме от землетрясения в 1688 году, Герасим был избран новым патриархом. Патриарх отличался ревностной и святой жизнью, отмеченной чертами юродства Христа ради.
Был обвинён в нововведениях в чин Божественной литургии в момент преложения Святых Даров. Дело дошло до Константинопольского патриарха, и патриарх Герасим был оправдан.
Управлял Православною церковью в Египте в течение 22 лет. Разные притеснения от турок и непослушание самих христиан побудили его отказаться от патриаршества, и он, избрав преемником себе митрополита Ливийского Самуила, родом хиосца, оставил свою кафедру 20 января 1710 года и удалился на Афон, где вскоре скончался.

## Канонизация
Святитель Герасим был прославлен Александрийской Православной Церковью, после чего, решением Священного Синода от 7 мая 2003 года, его память была внесена в диптих святых Русской Православной Церкви.